# 埃里克·博斯特伦
埃里克·博斯特伦（瑞典語：Erik Boström，1869年8月23日—1932年6月13日），瑞典男子射击运动员。他曾代表瑞典参加1912年夏季奥林匹克运动会射击比赛，获得男子团体50米手枪银牌。